# Nicolás de Ulloa
Nicolás Hurtado de Ulloa o Nicolás de Ulloa y Hurtado de Mendoza, O.S.A. (Lima, Virreinato del Perú, 1621 - Santiago del Estero, Gobernación del Tucumán, 1686) fue un maestro y prelado agustino de la época colonial, obispo del Tucumán entre 1679 y 1686.

## Biografía
Nicolás de Ulloa nació en 1621 en la ciudad de Lima. Fue descendiente de conquistadores del Perú, hijo de Lorenzo de Ulloa y Ana María Vargas. 
Cursó estudios en el Colegio de San Ildefonso, de donde posteriormente fue rector. Vistió allí el hábito de la Orden de San Agustín  el 7 de junio de 1636 y obtuvo la designación para los cargos de definidor de la Provincia Agustina Peruana en 1661 y prior del Convento Grande (1669-1672). Con energía y prudencia se ocupó de restaurar la severidad de las antiguas reglas, siendo elegido rector de la provincia agustina de Chile en el capítulo de su orden, además de candidato para regir la provincia peruana. Sin embargo, dichas nominaciones fueron objetadas por el virrey y el Consejo de Indias.
En la Universidad de San Marcos optó el grado de doctor en Teología en 1653 y regentó la cátedra de Vísperas de Sagrada Teología. 
Preconizado para ocupar el vacante obispado de Panamá en 1671, y accediendo a la petición del arzobispo Villagómez, fue retenido en Lima. Presentado por Carlos II para ser obispo auxiliar de Lima, fue nombrado luego por el papa Inocencio XI, obispo titular de Dara y auxiliar de Lima en 1677. En 1679 el rey lo presentó para coadjutor del obispo nombrado para la diócesis del Tucumán, Juan de Almoguera, que falleció sin haber asumido su mandato. Por esa razón, Ulloa fue nombrado obispo del Tucumán a pleno derecho.
En junio de 1680 llegó a Santiago del Estero, sede del obispado. Si bien el obispo tenía que vivir en esa ciudad, optó por radicarse en Córdoba. Al tomar posesión del cargo, envió como provisor y vicario general del obispado al arcediano Tomás de Figueroa.
El 7 de julio de 1680 el obispo comenzó la obra de la nueva Catedral de Santiago del Estero, colocando el primer adobe. 
El 15 de septiembre de 1682, el obispo Ulloa envió una carta al rey analizando las conveniencias del traslado de la Iglesia Catedral de Santiago del Estero a la ciudad de Córdoba. En otra carta del mismo año le informó que los sujetos beneméritos, eclesiásticos y seculares, del obispado eran el gobernador Fernando de Mendoza y Mate de Luna, el licenciado Pedro Ortiz de Zárate y el maestre Gabriel Bazán de Pedraza.
Tras seis años al frente del obispado murió en Santiago del Estero en 1686. Asumió como deán José de Bustamante y Albornoz.